# UCI ProTour 2008
El UCI ProTour 2008 fue la cuarta edición del sistema UCI ProTour, en el cual los equipos de categoría UCI ProTeam (primera categoría) tuvieron garantizada y obligada la participación en todas las carreras con dicha denominación de UCI ProTour.
La carrera del Tour Down Under fue añadida al calendario, convirtiéndose en la primera prueba no europea que se disputaba en el UCI ProTour (si bien en la Copa del Mundo ya había habido pruebas no europeas) sustituyendo, en cierta manera, al desaparecido Campeonato de Zúrich.
Además este fue el primer año de aplicación del polémico método antidopaje del "pasaporte biológico" de forma experimental para todos los equipos participantes en las carreras UCI ProTour (excepto en las invitaciones especiales de equipos nacionales) aunque como las carreras organizadas por las Grandes Vueltas se desmarcaron del ProTour y al estar el método en forma experimetal los resultados no fueron todo lo buenos que se desearon y en ese año no se apartó oficialmente a ningún ciclista.
Debido a las disputas entre la UCI y los organizadores de las Grandes Vueltas (ASO, RCS Sport y Unipublic), todas las carreras organizadas por dichas empresas no entraron a formar parte del calendario UCI ProTour. Por lo que además de las tres Grandes Vueltas (Giro de Italia, Tour de Francia y Vuelta a España), las carreras importantes organizadas por dichos organizadores como son Milán-San Remo, París-Roubaix, Lieja-Bastogne-Lieja, Giro de Lombardía, París-Niza, Tirreno-Adriático, Flecha Valona y París-Tours también fueron eliminadas del calendario.

## Equipos (18)
| - Francia (5) - Ag2r-La Mondiale - Bouygues Télécom - Cofidis, le Credit Par Téléphone - Crédit Agricole - Française des Jeux - España (3) - Caisse d'Epargne - Euskaltel-Euskadi - Scott-American Beef | - Alemania (2) - Gerolsteiner - Team Milram - Bélgica (2) - Quick Step - Silence-Lotto - Italia (2) - Lampre - Liquigas | - Dinamarca (1) - Team CSC - Estados Unidos (1) - Team High Road - Luxemburgo (1) - Astana - Países Bajos (1) - Rabobank |

A diferencia de las ediciones anteriores en las que cualquier equipo Profesional Continental (segunda categoría) podía ser invitado a las carreras UCI ProTour, aunque sin poder puntuar, a partir de esta edición solo se pudo invitar a aquellos que además de estar en esa categoría cumpliesen unos requisitos en el que unos de los principales era estar adherido al pasaporte biológico. Tal fue así que de los 25 equipos registrados en esa categoría solo pudieron correr en estas carreras 16 de ellos (ver Equipos Profesionales Continentales del 2008). Las carreras que se desvincularon del ProTour también adoptaron esta decisión, aunque en las primeras carreras organizadas por RCS Sport pudo participar uno que no cumplía este requisito: el LPR Brakes (ver Pasaporte biológico).

## Carreras (17)
| Fecha                        | Carrera                      | Vencedor             | Equipo del vencedor |
| ---------------------------- | ---------------------------- | -------------------- | ------------------- |
| 22-27 de enero               | Tour Down Under              | André Greipel        | High Road           |
| 6 de abril                   | Tour de Flandes              | Stijn Devolder       | Quick Step          |
| 7-12 de abril                | Vuelta al País Vasco         | Alberto Contador     | Astana              |
| 9 de abril                   | Gante-Wevelgem               | Óscar Freire         | Rabobank            |
| 20 de abril                  | Amstel Gold Race             | Damiano Cunego       | Lampre              |
| 29 de abril-4 de mayo        | Tour de Romandía             | Andreas Klöden       | Astana              |
| 19-25 de mayo                | Volta a Cataluña             | Gustavo César Veloso | Karpin Galicia      |
| 8-15 de junio                | Critérium du Dauphiné Libéré | Alejandro Valverde   | Caisse d'Epargne    |
| 14-22 de junio               | Vuelta a Suiza               | Roman Kreuziger      | Liquigas            |
| 14 de junio                  | Eindhoven CRE                | ----------           | ----------          |
| 2 de agosto                  | Clásica de San Sebastián     | Alejandro Valverde   | Caisse d'Epargne    |
| 20-27 de agosto              | Eneco Tour                   | José Iván Gutiérrez  | Caisse d'Epargne    |
| 25 de agosto                 | Gran Premio de Plouay        | Pierrick Fédrigo     | Bouygues Télécom    |
| 29 de agosto-6 de septiembre | Vuelta a Alemania            | Linus Gerdemann      | Columbia-High Road  |
| 7 de septiembre              | Vattenfall Cyclassics        | Robbie McEwen        | Silence-Lotto       |
| 14-20 de septiembre          | Tour de Polonia              | Jens Voigt           | CSC                 |

1. 1 2  La Eindhoven CRE no se disputó, después de que el ayuntamiento de esta localidad holandesa decididiese poner fin a la organización de la misma, con lo que finalmente fueron 16 las carreras puntuables: La crono por equipos de Eindhoven desaparece del UCI Pro Tour Archivado el 2 de septiembre de 2011 en Wayback Machine..

## Clasificaciones finales

### Clasificación individual
| Posición | Ciclista           | Equipo             | Puntos |
| -------- | ------------------ | ------------------ | ------ |
| 1        | Alejandro Valverde | Caisse d'Epargne   | 123    |
| 2        | Damiano Cunego     | Lampre             | 104    |
| 3        | Andreas Klöden     | Astana             | 96     |
| 4        | Roman Kreuziger    | Liquigas           | 94     |
| 5        | André Greipel      | Columbia-High Road | 93     |

### Clasificación por equipos
| Posición | Equipo              | Puntos |
| -------- | ------------------- | ------ |
| 1        | Caisse d'Epargne    | 229    |
| 2        | Astana              | 226    |
| 3        | CSC                 | 180    |
| 4        | Liquigas            | 178    |
| 5        | Scott-American Beef | 177    |

### Clasificación por países
| Posición | País      | Puntos |
| -------- | --------- | ------ |
| 1        | España    | 374    |
| 2        | Alemania  | 317    |
| 3        | Italia    | 295    |
| 4        | Australia | 268    |
| 5        | Bélgica   | 216    |